# Jacob Frederik Klinkhamer
Jacob Frederik (Jaap) Klinkhamer (Amsterdam, 21 juni 1854 - Den Haag, 12 december 1928) was een Nederlandse architect en hoogleraar bouwkunde.

## Levensloop

### Jeugd, opleiding en eerste carrièrestappen
Klinkhamer was de zoon van Hendrik Abraham (1810-1872), hoofdopzichter bij het Rijksmuseum, en Theresia Smaale (1817-1871). Na vijf jaar hogere burgerschool, die hij op 3 augustus 1873 afsloot, studeerde hij eerst een jaar chemische technologie aan de Polytechnische School te Dresden. Hij maakte ook een reis door Duitsland in het gezelschap van de schilder Geo Poggenbeek.
Terug in Nederland studeerde hij vanaf september 1874 aan de Polytechnische school te Delft onder Eugen Gugel. Hij behaalde hier het B-examen op 27 juni 1876, en het C-examen als architect op 4 juli 1878.
Na afronding van zijn studie werkte Klinkhamer van 1878 tot 1881 aan de Polytechnische school als assistent van Eugen Gugel. In 1881 was hij enige tijd in dienst als Kapitein bij de Genie te Amersfoort, waar hij onder andere belast werd met sloop van het "Hoogerhuis", een voormalig buitenverblijf van Jacob van Campen.

### Architect en hoogleraar
Klinkhamer startte in 1882 vanuit Amsterdam als zelfstandig architect. Hij heeft diverse bouwwerken in Nederland ontworpen voor de utiliteitsbouw, en ontwierp ook villa's en woonhuizen. Van 1890 tot 1899 woonde hij in het door hemzelf ontworpen Willemsparkweg 103 in Amsterdam-Zuid
Klinkhamer gaf op verschillende plaatsen onderwijs. Van 1905 tot 1 september 1924 was hij professor "Burgerlijke Bouwkunde" aan de Technische Hogeschool te Delft.
Klinkhamer was ridder in de Orde van de Nederlandse Leeuw.

### Personalia
Klinkhamer was getrouwd met Margaretha Elisabeth Bosscha, dochter van de hoogleraar/directeur Johannes Bosscha jr. en had zes kinderen.

### Overlijden
Klinkhamer overleed in de leeftijd van 76 jaar te 's-Gravenhage en werd gecremeerd te Westerveld. Bij de crematieplechtigheid waren onder meer professor dr. Cornelis Lely, voorzitter van het college van curatoren en de hoogleraar professor Sluyterman aanwezig alsmede tal van andere hoogwaardigheidbekleders. Zijn voormalige compagnon, Bert Johan Ouëndag, voerde ook het woord.

## Werk
Klinkhamer heeft als architect diverse bouwwerken in Nederland, Nederlands-Indië en Zuid-Afrika ontworpen. Typerend voor zijn architectuuropvatting was de volgende uitspraak van hem:
In vroeger eeuwen waren de bouwmeesters, ingenieurs en architect te gelijk. Later zijn zij uit elkander gegaan en ieder huns weegs gegaan. Bij de Utiliteitswerken hebben zij elkander echter weder teruggevonden en men kan dan ook zeggen, dat dat de werken zijn, waarin de architect in den ingenieur en de ingenieur in den architect overgaat.

### De Stenen Graansilo
In Amsterdam maakte hij met Dolf van Gendt het ontwerp voor de Graansilo Korthals Altes (ca. 1895).

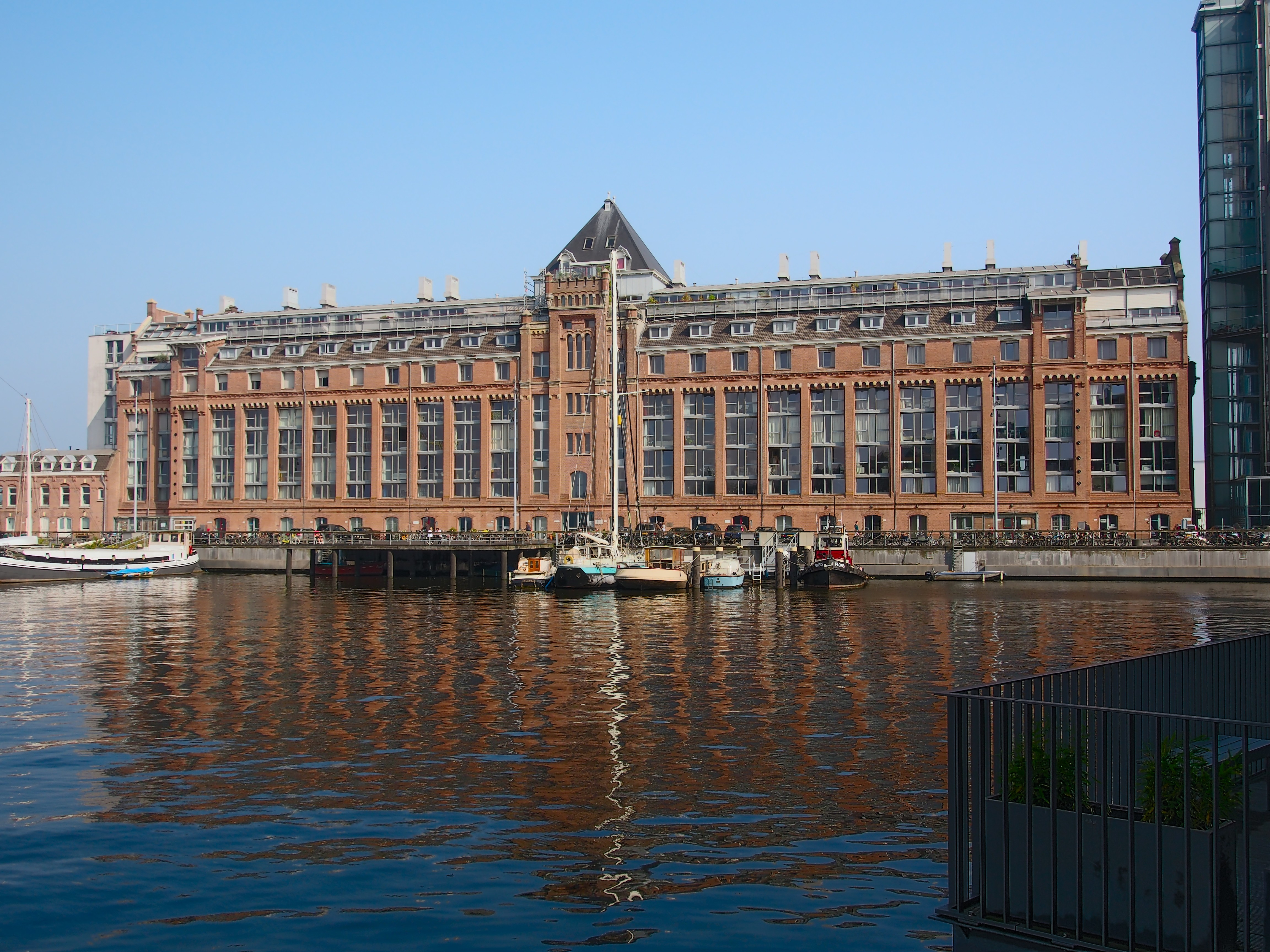
Graansilo Korthals Altes
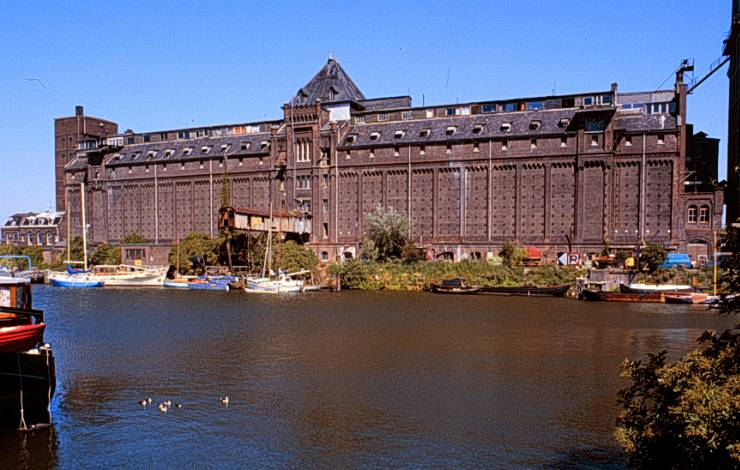
De graansilo als kraakpand in 2007

### Werk voor de spoorwegen
Voor spoorwegondernemingen ontwierp Klinkhamer onder andere Hoofdgebouw II (Utrecht, ca. 1893), een kantoorgebouw voor de N.I.S.M. (Semarang, ca. 1902) en de stationsgebouwen van Soestdijk en Baarn Buurtstation (beide ca. 1897).

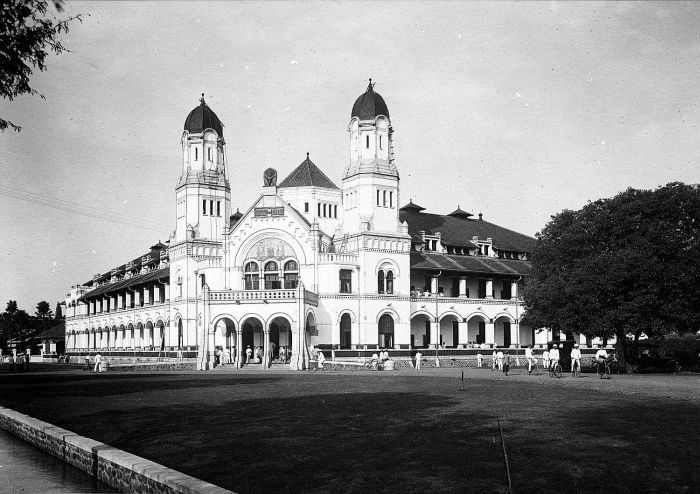
Hoofdkantoor van de Nederlands-Indische Spoorweg Maatschappij te Semarang
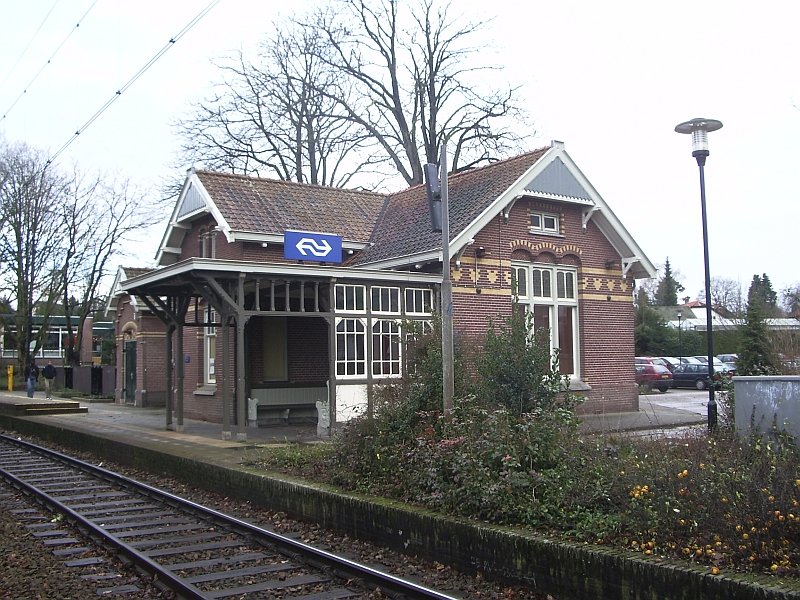
Station Soestdijk (ca. 1897)
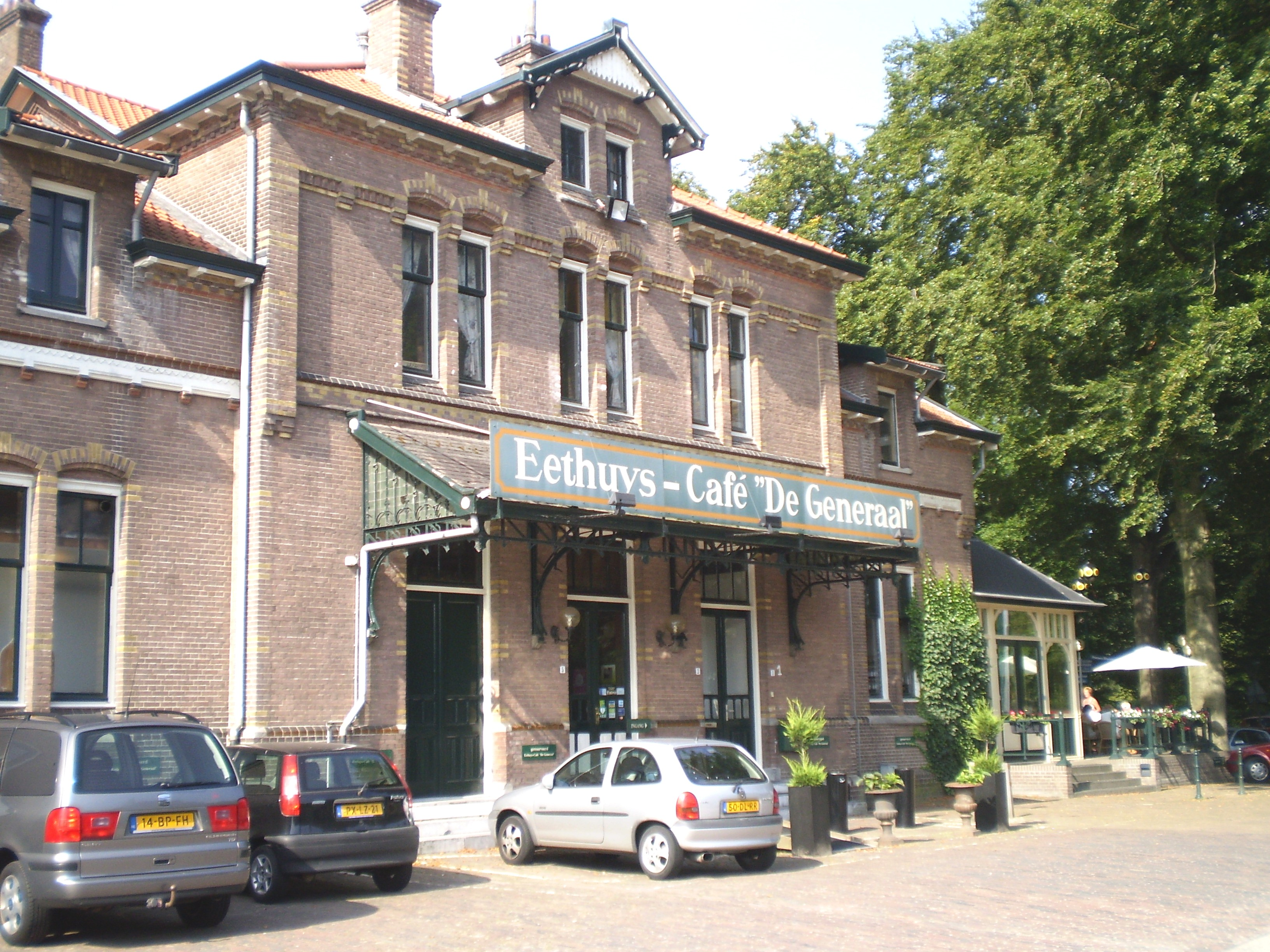
Station Baarn Buurtstation (ca. 1897)

### Villa's, woonhuizen en overige ontwerpen
Buiten de utiliteitsbouw ontwierp hij onder meer villa's en woonhuizen. Diverse werken van zijn hand kregen de waardering rijksmonument. Collega's waar Klinkhamer mee samenwerkte waren Jan Springer, B.J. Ouëndag en C. Citroen.

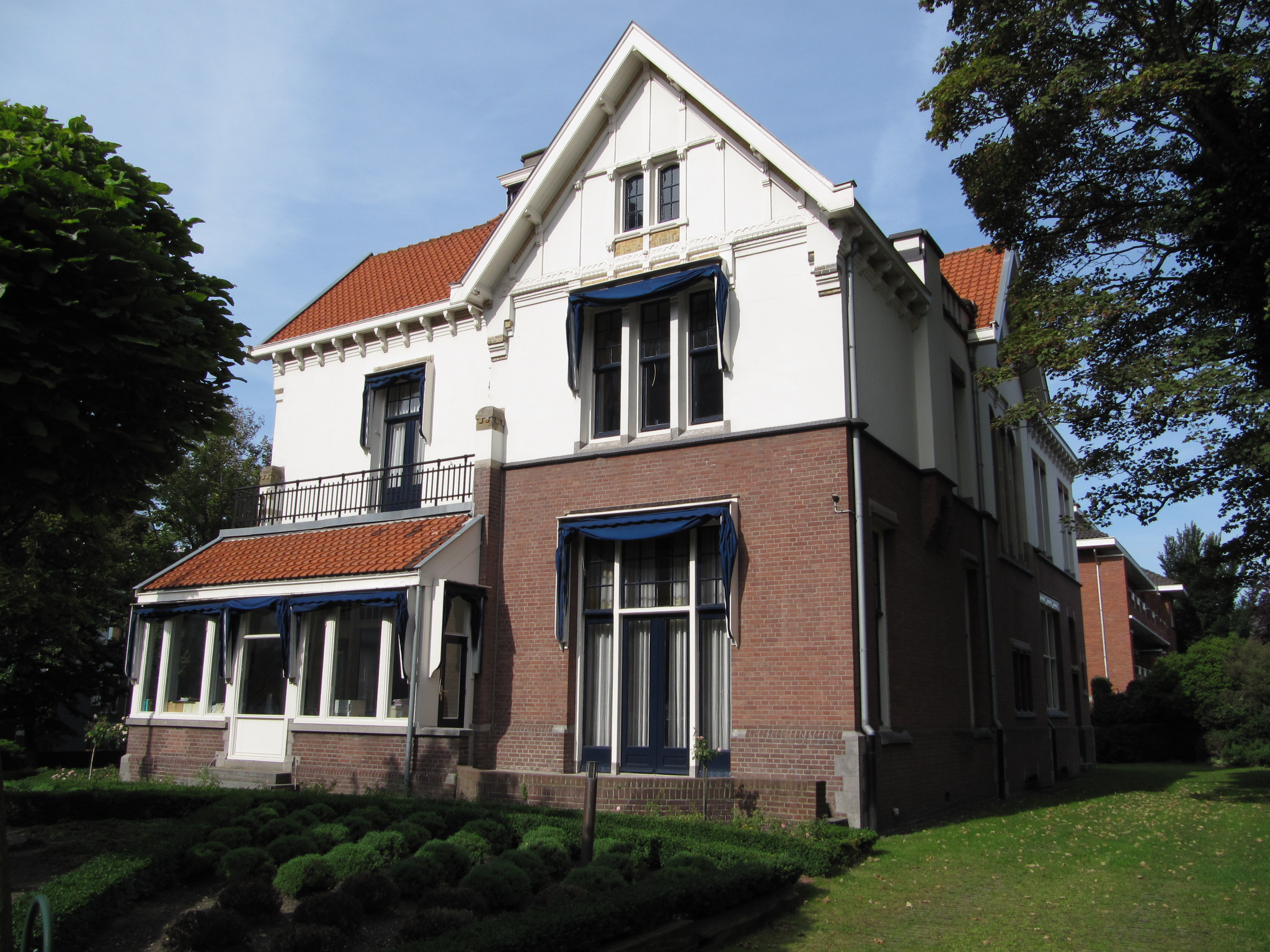
Rijksmonumentale villa te Den Haag (ca. 1903, Prins Mauritslaan 1). Het ontwerp is van Klinkhamer en Ouëndag.
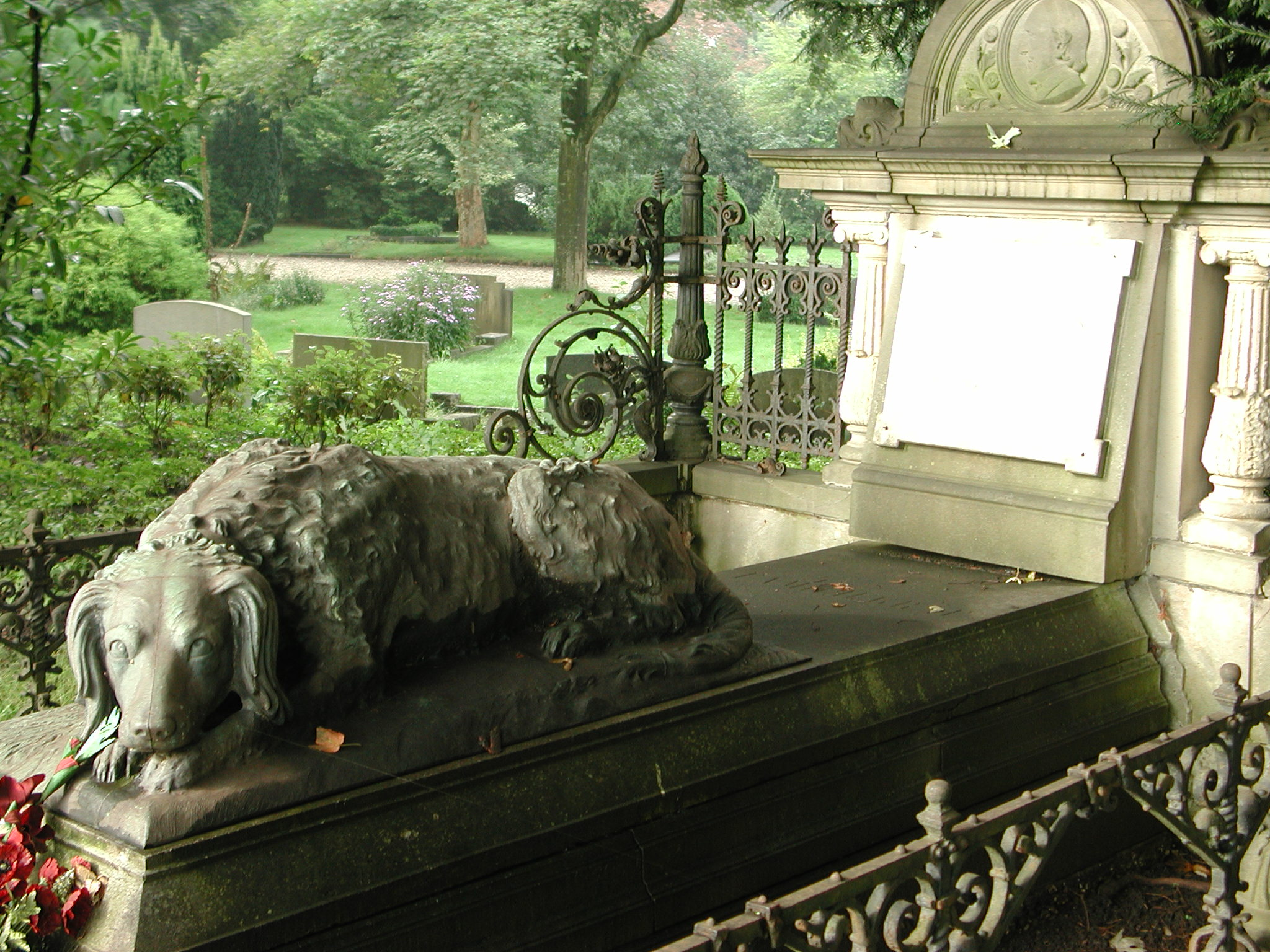
Grafmonument van Gerardus Frederik Westerman (Amsterdam, ca. 1891)